# Dyrotz
Dyrotz ist ein Ortsteil der Gemeinde Wustermark im Landkreis Havelland im Land Brandenburg.

## Lage
Das Dorf liegt östlich des Gemeindezentrums und wird durch den Havelkanal von ihm getrennt. Nördlich befindet sich, von der Bundesautobahn 10 und der Bundesstraße 5 getrennt, das Güterverkehrszentrum Wustermark sowie die Stadt Falkensee. Östlich liegt, ebenfalls durch die Autobahn und Bundesstraße vom Dorf getrennt, der weitere Ortsteil Elstal, südlich Paaren im Glien, ein Ortsteil der Gemeinde Schönwalde-Glien. Die landwirtschaftlich genutzten Flächen im Süden der Gemarkung werden durch den Priorter Graben entwässert, der wiederum in den Havelkanal fließt. Die Bebauung erstreckt sich im Wesentlichen entlang der Berliner Allee, die von Westen aus Wustermark kommend nach Osten zur Bundesstraße 5 im Ortsteil Elstal führt.

## Geschichte und Etymologie

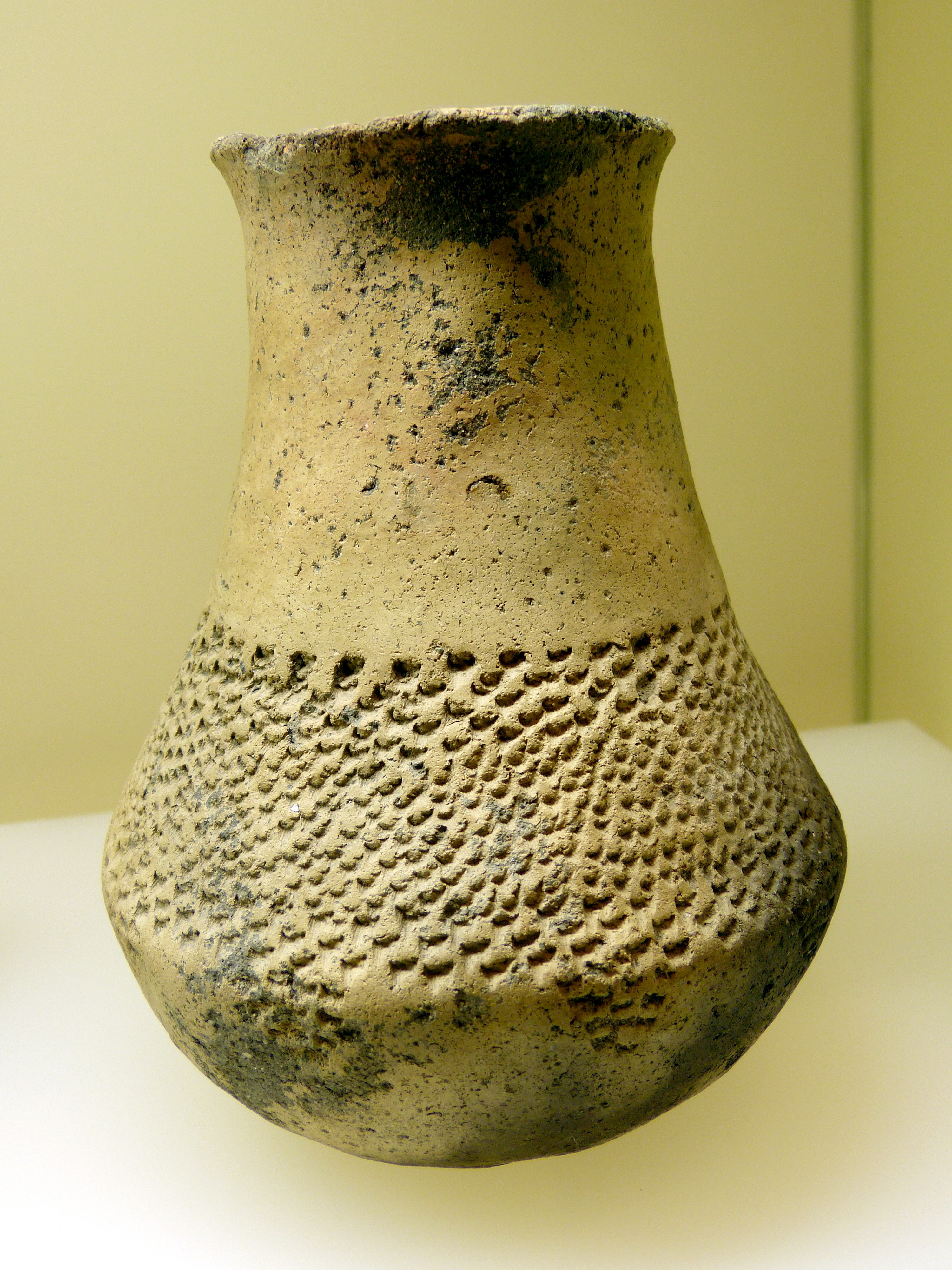
Ein Kugelbodengefäß belegt die Besiedlung bereits im Neolithikum

Dyrotz wurde am 26. November 1265 erstmals urkundlich erwähnt. Darin schenkte Otto III. dem Kloster Zehdenick jährlich eine Getreidepacht aus dem Kruge zu Dyrotz. Der Name wandelte sich im Laufe der Zeit und erschien als Duratz, Doratz, Düraz sowie Dürotz. Er könnte sich von einem belgischen Adelsgeschlecht Duras ableiten, da 1135 ein Giselbertus de Duraco in einer Urkunde Kaiser Lothars III. als Zeuge neben Albrecht I. erschien. Das Adelsgeschlecht war zu dieser Zeit in Anhalt und Magdeburg aktiv, allerdings konnte ein unmittelbarer Bezug zum Ort bislang nicht hergestellt werden. Eine andere Herleitung ergibt sich aus dem slawischen Wort Do-ratz, das von Po-rats abgeleitet werden kann und vom Wortstamm her das Wort reka für Fluss beinhaltet. Dyrotz würde demnach beim Flusse oder an fließendem Wasser bedeuten.

### Frühzeit bis 13. bis 16. Jahrhundert

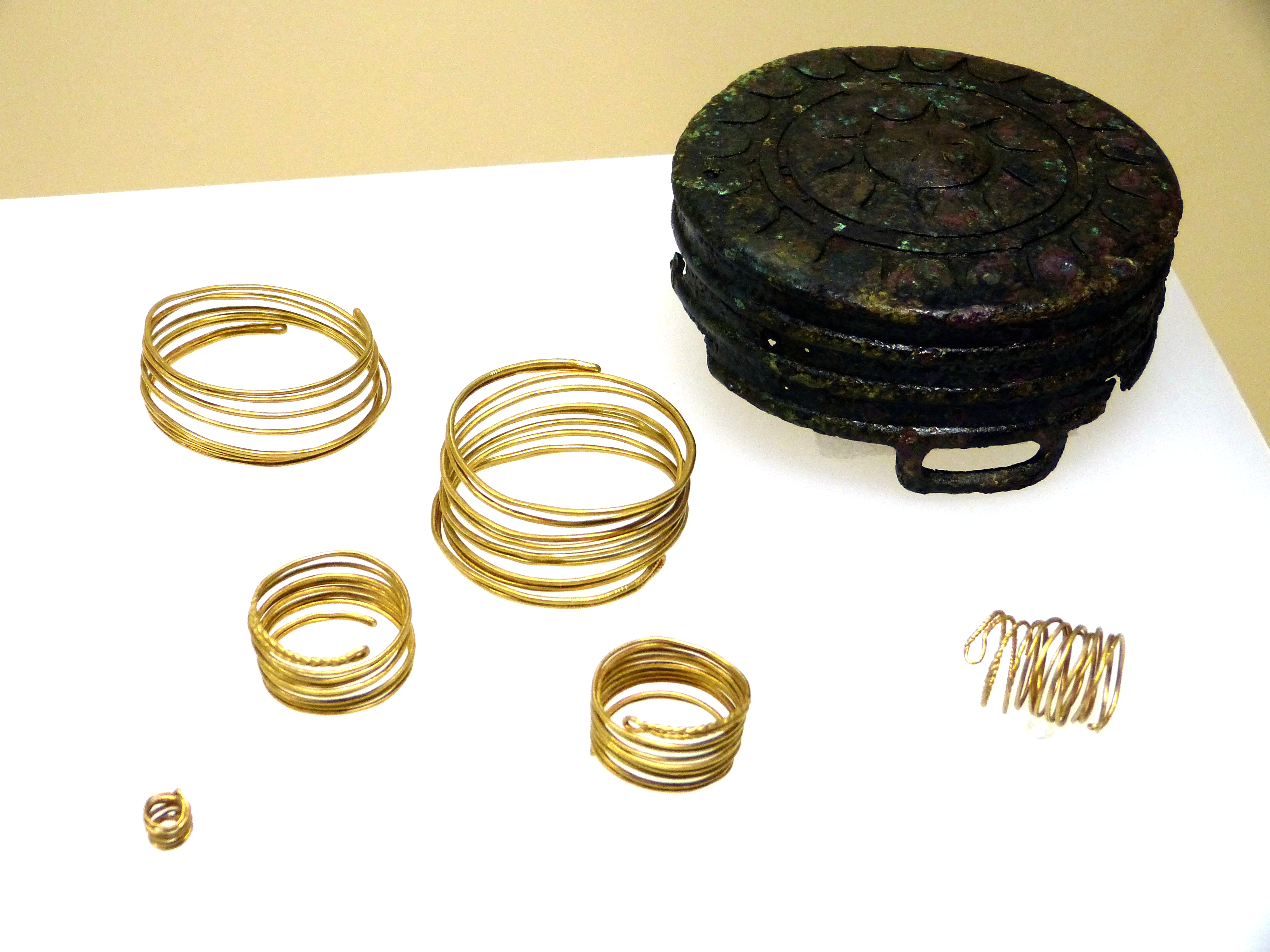
Gürteldose und Goldspiralen

1999 wurde bei Dyrotz eine bronzezeitliche Gürteldose, die für die Zeit um 1100 v. Chr. typisch ist, samt Deckelfragment und sechs unterschiedlichen goldenen Spiralringen entdeckt. Die flache, gegossene Bronzedose hat rechteckige, beschädigte Henkel, auf der ausgerissenen Dosenwand. Die Wandung formen zwei Rippenwülste. Kaum erkennbar sind die Verzierungen aus Dreiecksgirlanden, die die Rippen säumen. Den Gefäßboden bedeckt ein aufwendiges Dekor. Den mittigen, mit Kerbstrichen verzierten „Knopf“ umlaufen zwei konzentrische Strahlenkränze mit 10, beziehungsweise 20 Fortsätzen. Gürteldosen sind eine Erscheinung der Nordischen Bronzezeit. Ihre Verbreitung erstreckt sich von Südskandinavien bis Nordmitteleuropa. Niedergelegt wurden sie in Bestattungen und Horten – oftmals gemeinsam mit Schmuck.
Bei archäologischen Grabungen konnte ein germanischer Siedlungsplatz aus dem 2. Jahrhundert v. Chr. nachgewiesen werden. Ebenso gibt es Nachweise einer mehrteiligen, slawischen Burg, die im 7. bis 8. Jahrhundert auf einer Talsandinsel im Dyrotzer Luch lag. Nördlich des heutigen Siedlungskerns (Stand 2020) wurde an der Wublitzrinne eine weitere slawische Siedlung aus dem 10. bis 13. Jahrhundert nachgewiesen. Am 18. April 1351 wurde Betikin Valkener mit Hebungen aus dem Dorf belehnt. Im Landbuch Karls IV. erschien der Ort mit einer Größe von 50 Hufen, von denen 34 mit Pacht-, Geld- und Fruchtbede belegt waren. Die Einkünfte gingen neben das Kloster Zehdenick an die Gebrüder Prigart aus Priort. Die Ober- und Untergerichtsbarkeit sowie weitere Wagendienste lagen bei einem Herrn Lupold/Lippold. Neben ihm gab es im Ort 30 Kossäten. Die Eigentumsverhältnisse wechseln in den nächsten Jahrzehnten häufig. Aus den Jahren 1412 bis 1424 ist beispielsweise bekannt, dass Gerick und Otto von Arnym ein Stück Geld erhielten. Im gleichen Zeitraum, am 13. August 1419, verkaufte das Kloster die Pachteinnahmen an das Domkapitel Brandenburg. Im Jahr 1433 erwarben die Gebrüder Hollenbrecht die Zinsen und Renten des Hans von Arnim; 1435 bestätigte der Markgraf den Brüdern Mathias, Peter und Gregorius Hallenbrecht die Einkünfte ihres mittlerweile verstorbenen Vaters. 1441 erhielt Peter von Pryerde zwei Geldstücke und fünf Groschen (1442, 1445). Um 1450 wurde das Dorf an die von Stechow verliehen. Die Brüder und Vettern Hans, Achim Otto, Hennig und Cuno von Stechow erhielten am 22. August 1496 das Dorf sowie die Ober- und Untergerichtsbarkeit. Weitere Einkünfte gingen ab dem 7. März 1525 an den Spandauer Bürgermeister Georg Wartemberg. Im Jahr 1536 ging das Dorf in den Besitz derer von Ribbeck. Sie erhielten neben der Gerichtsbarkeit auch das Kirchenpatronat und die Schäfereigerechtigkeit. Die Einkünfte aus Spandau wurden an den Kurfürsten zurückgegeben, woraufhin der Kurfürst einen Tausch der Einkünfte derer von Bredow mit dem Jungfrauenklosters in Spandau durchführte. Im Jahr 1554 fiel der Ribbecksche Anteil an den Kurfürsten zurück, der daraufhin Hans Roch aus Paaren mit dem Dorf belehnt. Seine Familie tauschte das Gut Dyrotz im Jahr 1581 gegen das Dorf Döberitz ein, woraufhin das Dorf zum Amt Spandau gelangte. 1591 erwarb mit Johann Georg von Ribbeck der Ältere erneut ein Mitglied der Familie das Dorf; es sollte fortan bis zum Anfang des 19. Jahrhunderts in ihrem Besitz bleiben.

### 17. und 18. Jahrhundert

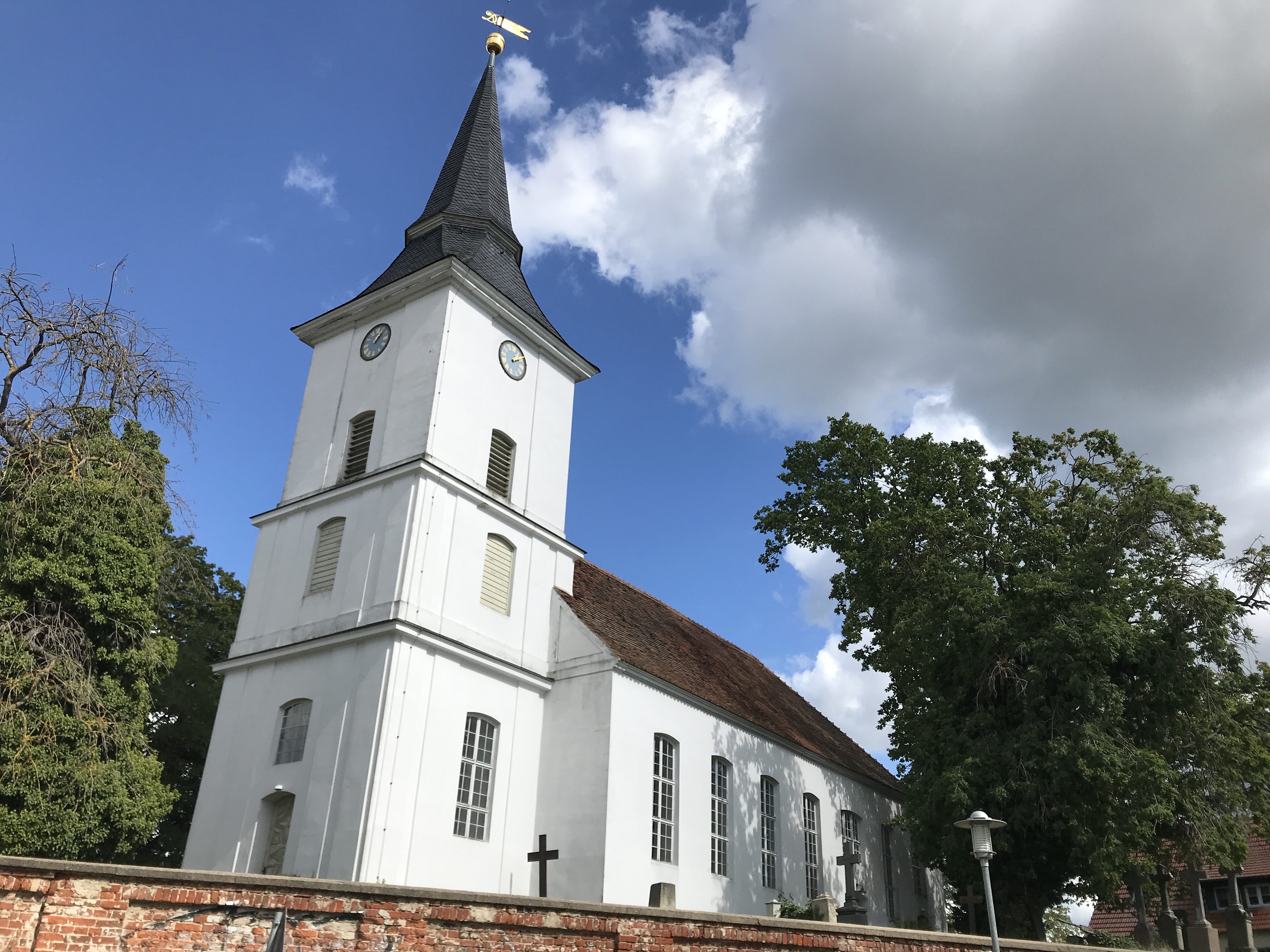
Dorfkirche Dyrotz

Vor dem Dreißigjährigen Krieg war das Dorf im Jahr 1624 insgesamt 42 Hufe groß, darunter zwei Pfarr- und Kirchenhufen. Im Ort lebten 15 Bauern und 13 Kossäten, ein Schäfer, einen Hirten mit Knecht sowie zwei Hausleute. Im Jahr 1641 war Dyrotz 49 Hufen groß; hinzu kam das Rittergut derer von Ribbecks mit 10 Hufen. Nach dem Ende des Krieges wurde die Dorfkirche von der Patronatsfamilie von Ribbeck nach 1680 umgebaut und erweitert. Die Fertigstellung wird auf das Jahr 1737 datiert.
Im Jahr 1713 gab es im Dorf einen Schankbraukrug sowie zwei Schankkrüge. Zwischenzeitlich haben sich einige Gewerke im Ort niedergelassen: Es gab einen Leinweber, einen Dorfschmied sowie einen Schneider. Neun Jahre später war ein Garnweber hinzugekommen. Im Jahr 1750 waren im Dorf weiterhin fünf Maulbeerbäume gepflanzt, die für die Gewinnung von Seide genutzt wurden. Acht Jahre später entstanden zwei Windmühlen, die zunächst mit einem Mahlzwang belegt wurden, der aber nach Streitigkeiten in den Folgejahren wieder aufgehoben wurde.

### 19. Jahrhundert
Um 1800 war das Rittergut verpachtet und erbrachte derer von Ribbeck einen Ertrag von 1500 Talern jährlich. Im Jahr 1804 war das Dorf 39 Hufen groß, das Gut 11. Es gab zehn Ganz- und vier Halbbauern, neun Ganzkossäten, zwei Käthner, fünf Einlieger sowie einen Rademacher. In Dyrotz gab es 27 Haushalte (=Feuerstellen). Aus dem Jahr 1810 sind 246 Einwohner überliefert. Ein Jahr später verkaufte Hans Georg von Ribbeck das Gut an den Amtmann Ernst Gotthilf Schneider, der zuvor als Pächter für ihn gearbeitet hatte. Nach den Befreiungskriegen werden im Jahr 1815 in Dyrotz und Wustermark je eine Garnison einquartiert. Im Folgejahr begann der Ausbau der Chaussee nach Berlin, wobei der Abschnitt zwischen dem Dorf und Wustermark im Jahr 1830 fertiggestellt wurde. Nach dem Wiener Kongress kam Dyrotz in den Landkreis Osthavelland der Provinz Brandenburg. 1817 übernahm der Rittmeister August von Hobe für 41.140 Reichstaler das Gut. Es war zu dieser Zeit 1494 Morgen groß, davon entfielen 891 Morgen auf Ackerfläche, weitere 350 Morgen auf Wiese und 163 Morgen auf Wald. 1819 erschien erstmals das Vorwerk Elsgrund. Im Jahr 1820 arbeiteten und lebten im Dorf zwei Schneidermeister, ein Rademeister, ein Stellmachermeister sowie ein Schmied mit Gesellen. Es gab eine Bockwindmühle, zwei Ölmühlen und Ölpressen sowie vier Webstühle. Der Krug war nach wie vor vorhanden, ebenso ein Speisewirt sowie vier Schankwirte. Im Jahr 1838 kam es zu einem Brand im Dorf, bei dem auch das Gutshaus zerstört wurde. Im gleichen Jahr ließ Hobe ein neues Haus errichten. Im Jahr 1849 lebten in Dyrotz sowie im Vorwerk insgesamt 433 Einwohner. Die Einwohnerzahl stieg auf 530 Personen im Jahr 1861 an. Hinzu kamen 32 Personen, die im Gutsbezirk wohnten sowie sieben weitere Personen im Vorwerk. Im Dorf gab es drei öffentliche, 42 Wohn- und 96 Wirtschaftsgebäude sowie 14 Gehöfte. Im Gut waren es drei Wohn- und fünf Wirtschaftsgebäude; im Vorwerk acht Wirtschaftsgebäude. Die Dorfbewohner bewirtschafteten 2153 Morgen Acker, 940 Morgen Weide und Torf, 623 Morgen Wiese sowie 105 Morgen Wald. Der Haupterwerb lag mit 1238 Tieren in der Schafzucht. Daneben gab es 218 Rinder und 101 Pferde. Im Gut wurden 1020 Morgen Acker, 342 Morgen Wiese, 60 Morgen Weide und Torf sowie 57 Morgen Wald bewirtschaftet. Es gab dort weiterhin einen 15 Morgen großen Garten, 721 Schafe, 49 Rinder und 28 Pferde. Im Jahr 1863 kam es erneut zu einem Brand, bei dem mehrere Gebäude im Dorf zerstört wurden. Ein Jahr später kam es zu mehreren Bränden, bei dem Brandstiftung die mutmaßliche Ursache war. Das Dorf war 1865 insgesamt 874,1 Hektar, das Gut 248,2 Hektar groß. Im gleichen Jahr verkaufte der Gutsbesitzer von Hobe sein Anwesen an Karl Johann Maximilian von Bredow. Unter seiner Herrschaft ging die Einwohneranzahl auf 514 Personen im Jahr 1871 zurück und stieg im Jahr 1880 auf 534 Personen an. Im Jahr 1895 gab es in Dyrotz drei Wohnplätze mit 47 bewohnten Gebäuden. Im Dorf lebten 505 Personen in 100 Haushalten sowie im Gutsbezirk 59 weitere Personen. Ausgangs des 19. Jahrhunderts weist das damals erstmals amtlich publizierte Generaladressbuch der Rittergutsbesitzer des Königreich Preußen den Rittmeister von Bredow als Herrn der 379 ha auf Rittergut Dyrotz aus.

### 20. und 21. Jahrhundert
1894 erwarb Rudolf Mosse das Rittergut und nutzte es ab 1912 als Erholungsheim für bedürftige Großstadtkinder. Mosse gehörten Ende der 1920er Jahre neben dem Rittergut mit dem Vorwerk Elsgrund (zusammen 240 ha) auch noch das an Karl Zorn verpachtete Rustikalgut Dyrotz (217 ha). Der Gutsbezirk wurde 1928 mit der Gemeinde vereinigt.
1905 war Dyrotz 856,3 Hektar groß und zählte 478 Einwohner; im Gutsbezirk waren es 71 Personen auf 268,3 Hektar. Im Jahr 1909 gründete sich die Freiwillige Feuerwehr Dyrotz. Ab 1915 wurde im Dorf ein Kriegsgefangenenlager für vornehmlich französische Soldaten aus dem Ersten Weltkrieg eingerichtet. Es bestand bis 1921. Die Gefangenen wurden unter anderem gezwungen, an der Erweiterung des Truppenübungsplatzes Döberitz mitzuarbeiten. Im Ort Dyrotz gab es noch die Großhöfe der Familien Wilhelm Danzmann, Friedrich Hornemann und F. Liesecke. Das Gut des Hans Zechlin war 160 ha groß.
Nach dem Zweiten Weltkrieg wurden 435 Hektar Land enteignet und auf 198 Bauern aufgeteilt, darunter 29 landlose Bauern und Landarbeiter, zwei landarme Bauern, 15 Umsiedler sowie 152 nichtlandwirtschaftliche Arbeiter und Angestellte. Sie gründeten eine LPG, die 1957 bereits bestand und 36 Mitglieder hatte. Im Jahr 1958 wurde Dyrotz nach Wustermark eingemeindet.

## Kultur und Sehenswürdigkeiten
- Die Dorfkirche Dyrotz ist eine barocke Saalkirche aus dem Jahr 1737, die auf einem älteren Kern errichtet wurde. Im Innern befinden sich unter anderem ein Kanzelaltar aus dem Jahr 1752 sowie ein Taufengel aus der Zeit um 1750.

## Wirtschaft und Infrastruktur
Im Ort sind mehrere Gewerbetreibende aktiv. Es gibt mehrere Pensionen sowie ein Hotel und ein Cafe.
Über die Berliner Allee besteht eine Verbindung zur Bundesstraße 5 und zur Bundesautobahn 10. Die Buslinien 662 und 663 verbinden den Ort mit Nauen und Wustermark.
Nahe Dyrotz verläuft die Lehrter Bahn. Östlich davon der Berliner Außenring bzw. die Bahnstrecke Jüterbog–Nauen.

## Persönlichkeiten
- Friedrich Dominik (1829–1891), deutscher Militär-Tierarzt, geboren in Dyrotz